# Natura 2000
Natura 2000 je ekološka mreža zaštićenih područja na području Europske unije. To je najveća koordinirana mreža područja očuvanja prirode u svijetu. Hrvatska je postala dijelom NATURE 2000 pristupanjem EU.

## Povijest
U svibnju 1992., vlade Europske Zajednice usvojile su zakone osmišljene, kako bi se zaštitila najozbiljnije ugrožena staništa i vrste diljem Europe. Ovi zakoni zovu se: Direktiva o staništima i Direktiva o pticama. Ove dvije direktive temelj su nastanka mreže Natura 2000 zaštićenih područja.

## Natura 2000
Direktiva o pticama zahtijeva osnivanje posebnih zaštićenih područja (SPA) za ptice. Direktiva o staništima zahtijeva posebna područja očuvanja (SAC) namijenjena za druge vrste osim ptica. Zajedno čine Natura 2000 mrežu zaštićenih područja.
Nadalje, mreža Natura 2000 je EU doprinos "Emerald mreži" područja od posebnog interesa zaštite uspostavljenih u okviru Bernske konvencije o zaštiti europskih divljih vrsta i prirodnih staništa. Natura 2000 je također ključni doprinos Programu rada zaštićenih područja Konvencije o biološkoj raznolikosti. Sve članice EU podnijele su prijedloge, koja će biti zaštićena prirodna područja iz njihovih država kao dio ekološke mreže NATURA 2000.

## Trenutno stanje
Natura 2000 obuhvaća oko 18% teritorija u zemljama Europske unije i to se može smatrati gotovo završenim procesom na području EU. Još uvijek postoje neki problemi koje treba riješiti, ali u cjelini proces izgradnje Nature 2000 bio je pozitivan. Tijekom procesa, Europska komisija upozorila je nekoliko zemalja članica EU, zbog nesukladnosti s EU direktivama o prirodi (staništa i ptice), posebno u odnosu s nedostatnom mrežom Nature 2000, npr. Europska komisija pokrenula je postupak protiv Poljske u travnju 2006. Europska komisija tražila je dvostruko više zaštićenih područja u Poljsku. Poljski premijer Jaroslaw Kaczynski izrazio je zabrinutost, jer se na takvim područjima ne smije ništa graditi.
Natura 2000 također se proširila na moru na off-shore okoliš. Zastupnici Europskog parlamenta na plenarnoj sjednici od 3. veljače 2009., poduprli su izvješće poziva na daljnju zaštitu pustinja u Europi. Trenutno 13% šumskog područja EU određeno je kao dio Nature 2000. Najveća zaštićena područja su u Švedskoj i Finskoj, a najveći postotak zaštićenih područja imaju Slovenija i Bugarska. Samo 1% prirode u EU je netaknuta priroda. 

## Vanjske poveznice
- O Naturi 2000